# Kachess River
Der Kachess River ist ein Gebirgsfluss im Kittitas County, US-Bundesstaat Washington.
Er entspringt nach Angaben des USGS auf rund 1450 m Seehöhe an der Südseite der Chikamin Ridge (manche Quellen sehen den Ursprung des Flusses im nahen Bergsee Three Queens Lake). Nachdem der Bach das Tal erreicht nimmt er den Abfluss des Three Sisters Lake auf. Nach dem Zusammenfluss mit dem Mineral Creek – seinem wichtigsten Zufluss – wendet sich der Kachess River nach Süden. Nach 6,3 Kilometern mündet der Fluss in den Kachess Lake, einem durch einen Staudamm vergrößerten, natürlichen See.
Kurz nach Verlassen des Sees mündet der Kachess River in den Lake Easton, einem kleinen Stausee des Yakima Rivers. Der Kachess River hat ein Einzugsgebiet von 167 km² und ist 8,4 km (mit dem durchflossenen See 25,8 km) lang. Er gehört zum Einzugsgebiet des Columbia Rivers.